# Санкт-Петербургский научно-исследовательский институт лесного хозяйства
Федеральное бюджетное учреждение «Санкт-Петербургский научно-исследовательский институт лесного хозяйства» (ФБУ «СПбНИИЛХ») — российский научно-исследовательский институт, находящийся в ведении Федерального агентства лесного хозяйства.

## История
Институт основан в 1929 году.
Как научный коллектив институт возник в полные революционного пафоса 1917—1918 годы. В 1917 году понимание необходимости реформ в разных сферах научной деятельности в стране стало очевидным. Летом 1917 года Временное правительство создало Сельскохозяйственный Ученый комитет — коллегиальный орган, членами которого стали выдающиеся ученые разных отраслей сельскохозяйственной науки. Первым председателем этого комитета — прообраза будущей академии сельскохозяйственных наук — был академик В. И. Вернадский.
В структуру Сельскохозяйственного Ученого комитета входили несколько подразделений, в том числе Лесной отдел. Его первым руководителем был назначен сотрудник Лесного Департамента профессор М. Е. Ткаченко. Позднее, Постановлением Коллегии Наркомзема РСФСР от 10.07.1922 (протокол № 182, ст. 815) сельскохозяйственный Ученый комитет был трансформирован в многоотраслевой Государственный институт опытной агрономии (ГИОА). Его первым директором стал академик Н. И. Вавилов. Возглавляемый профессором М. Е. Ткаченко Лесной отдел продолжал работать в составе ГИОА вплоть до 1926 года. По существу Лесной отдел ГИОА стал первой ячейкой нашего института, а профессор Ткаченко — его первым директором.
К работе в Лесном отделе ГИОА были привлечены специалисты некоторых кафедр Петроградского (Петербургского) Лесного института. В те же годы была создана внутренняя структура Лесного отдела. Появились отделения лесоводственное, лесотаксационное, лесоэкономическое, физиологии и экологии древесных пород, дендрологии и фитосоциологии, лесометеорологии, лесогидрологии, энтомологическое, охотоведения, лесотехнологическое.
В период с 1918 по 1926 годы в Лесном отделе работали на разных должностях такие корифеи лесной науки, как М. Е. Ткаченко, Н. В. Третьяков, В. А. Фаас, В. Н. Сукачев, В. Н. Оболенский, С. Я. Яковлев, М. Н. Римский-Корсаков, Г. Г. Доппельмайер, В. А. Петровский, Д. Н. Кайгородов, М. М. Орлов, А. П. Тольский, П. П. Серебренников, С. А. Самофал, А. И. Тарашкевич, С. М. Токмачев, А. И. Асосков, В. З. Гулисашвили, В. И. Рутковский и другие.
В 1926 году Лесной отдел ГИОА был реорганизован в Ленинградский филиал Центральной лесной опытной станции (ЦЛОС).
В 1927 году филиалу ЦЛОС в качестве экспериментальной базы было передано 12 лесных дач, за счет которых было образовано Сиверское опытное лесничество. Уже в 1928 году в Сиверском опытном лесничестве были начаты геологические и почвенные обследования, опытные работы по лесоосушению, был заложен ряд постоянных пробных площадей по рубкам ухода за лесом. Впоследствии создание таких стационарных опытных объектов, в связи с разными лесоводственными акциями, получило в хозяйстве широкое развитие, что увеличило его ценность как экспериментальной базы. К 2000 году в результате реализации в хозяйстве ряда разработок института средний прирост древесины и запасы спелой древесины увеличились соответственно с 2,2 до 4,0 и с 200 до 338 м3/га в год при одновременном увеличении доли еловых и сосновых древостоев с 57 % до 75 %.
В период становления института его руководители и специалисты активно публиковали результаты проведенных исследований в научных журналах и в трудах по лесному опытному делу.
Большие изменения в лесном комплексе страны и в лесной науке произошли в 1929 году — после того, как IV съезд Советов вынес решение об индустриализации СССР. В том же году был официально одобрен «Перспективный план развития лесного хозяйства и лесной промышленности на 1928/1929 — 1932/1933 гг.»
В этом объемной документе было, в частности, определено (см. гл. 9 — «Лесное опытное дело», § 2 — «Задачи лесного опытного дела»):
- реорганизовать ЦЛОС в лесную опытную станцию для обслуживания Центрально-Промышленного района;
- передать с 1 октября 1929 года функции центрального учреждения по лесному опытному делу Государственному научно-исследовательскому институту лесного хозяйства (ГосНИИЛХ), образуемому в Ленинграде взамен Ленинградского филиала ЦЛОС.

Таким образом, в 1929 году институт впервые получил официальный статус. Его директором был назначен проф. А. И. Шульц, заместителем директора по научной работе — проф. В. В. Гуман. В сентябре был определён централизованный порядок финансирования института, а в ноябре — его Устав.
В Уставе было, в частности, определено: ГосНИИЛХ является центральным НИУ республиканского значения, состоит в непосредственном ведении НКЗ РСФСР, руководит работой лесных опытных учреждений РСФСР, имеет в своем составе 25 секций (секторов), готовит кадры научных работников, ведет научную работу своими силами и с привлечением специалистов ЛТА.
На протяжении более чем 80 лет неоднократно менялось название института и его подчиненность, но неизменными оставались его главные цели и задачи. В советский период сотрудники института проводили исследования в районах европейской части России и Сибири. Со времени основания института его деятельность традиционно связана с таёжными лесами. В разные годы в институте работали выдающиеся исследователи лесов России — академик В. Н. Сукачев, профессора М. Е. Ткаченко, В. В. Гуман, А. Д. Дубах, Н. В. Третьяков, Л. Ф. Правдин, Н. Е. Декатов, доценты В. Г. Каппер, П. П. Серебренников, З. Я. Солнцев и другие. Большой вклад в создание института, как научного коллектива и в создание его экспериментальной базы в разные годы внесли профессор М. Е. Ткаченко, доцент Ф. И. Терехов, академик РАСХН профессор Дмитрий Павлович Столяров.

## Основные направления научной деятельности
1. Теоретическое обоснование и методы практического внедрения модели интенсивного ведения лесного хозяйства.
2. Воспроизводство лесов: лесная генетика, селекция и биотехнология, ускоренное лесовыращивание, выращивание посадочного материала с закрытой корневой системой в селекционно-семеноводческих центрах, их научное сопровождение, создание лесных культур, уход за ними.
3. Химический уход за лесом.
4. Охрана лесов от пожаров в части организации работ, разработки новых технологий и технических средств борьбы с пожарами, в том числе с использованием космической техники и информационных технологий, оценка экономического и экологического ущерба. #Применение математических методов и информационных технологий в лесном хозяйстве.
5. Использование лесов для осуществления рекреационной деятельности и проблемы организации и функционирования особо охраняемых природных территорий.
6. Функционирование лесных экосистем и систем ведения лесного хозяйства в связи с глобальными изменениями климата.
7. Изучение энергетического потенциала лесов и проблемы его эффективного использования.
8. Проблемы лесной рекультивации нарушенных промышленной деятельностью земель.
9. Проблемы лесной энтомологии и фитопатологии, реакции лесных экосистем на техногенную нагрузку. Организация и функционирование системы лесозащиты.

### Инновационный центр
Создан в апреле 2012 года. Основные направления деятельности центра:
- проведение научно-практических семинаров в области ведения лесного хозяйства, правового сопровождения хозяйственной деятельности и управления;
- реализация проектов по глубокой переработке древесины, рационального использования биоэнергоресурсов, разработка оборудования и систем для лесохозяйственной деятельности, в том числе противопожарной, модернизации лабораторного оборудования в сфере лесного хозяйства;
- поиск и привлечение средств для реализации инновационных проектов.